# Мариос Антониадис
Мариос Антониадис (на гръцки: Μάριος Αντωνιάδης) е кипърски футболист, защитник, който играе за Паниониос Атина.

## Кариера
Юноша е на АПОЕЛ Никозия. От 2007 г. е в първия състав. Първият му мач за отбора е на 10 май 2008 г. срещу Анортозис. През следващите години е премимно резерва. На 12 декември 2013 г. взима участие в мача от Лига Европа с Айнтрахт Франкфурт, като играе 64 минути. На 26 април 2014 г. вкарва първия си гол за клуба в местното първенство срещу Ермис Арадипу. През 2014 г. печели требъл.

### Национален отбор
Преминава през младежките формации на страната, а на 10 октомври 2012 г. получава повиквателна за мъжкия отбор за световните квалификации с Норвегия и Словения, но остава на скамейката. Появява се в игра на 14 ноември 2012 г. в приятелската среща с Финландия, загубена с 0:3.

## Успехи
АПОЕЛ Никозия
- Кипърска първа дивизия (6): 2008/09, 2010/11, 2012/13, 2013/14, 2014/15, 2015/16
- Носител на Купата на Кипър (3): 2008, 2014, 2015
- Носител на Суперкупата на Кипър (4): 2008, 2009, 2011, 2013